# Amijan Marcelin
Amijan Marcelin (latinsko Ammianus Marcellinus) je bil rimski vojak in zgodovinar, ki je napisal predzadnje ohranjeno veliko zgodovinsko poročilo (pred Prokopijem) z naslovom Res Gestae,  * okoli 330, morda Antiohija, Rimsko cesarstvo, † okoli 391-400, Rim, Rimsko cesarstvo.
Njegova Res Gestae, napisane v latinščini, opisujejo zgodovino Rimskega cesarstva od pristopa cesarja Nerve leta 96 do smrti cesarja Valensa v bitki pri Adrianoplu leta 378. Ohranjeni so samo deli, ki opisujejo obdobje od leta 353 do 378.

## Življenjepis
Amijan je bil rojen leta 330 na grško govorečem vzhodu Rimskega cesarstva, verjetno v Siriji ali Feniciji. Njegov materni jezik je bil najverjetneje grški.
Bil je častnik v vojski cesarjev Konstancija II. in Juliana. Pod Julijanom je služil v Galiji, na vzhodu pa dvakrat pod Konstancijem in enkrat pod Julijanom. Sam sebe je imel za "nekdanjega vojaka in Grka" (miles quondam et graecus). Njegova pripadnost elitni enoti dvorne straže (protectores domestici) kaže, da je bil srednjega ali višjega stanu. Zgodovinareji se strinjajo, da ni bil iz običajne družine in morda sin comesa Orientis z enakim družinskim imenom. V vojsko je vstopil v zgodnji mladosti, ko je bil Konstancij II. cesar na Vzhodu. Služil jo pod Ursicinom, guvernerjem Nisibisa in Mezopotamije in magistrom militum.
Ko je Konstancij na začetku pohoda proti uzurpatorju Klavdiju Silvanu poklical Ursicina v Italijo, je z njim odšel tudi Amijan. Pohod so sprožile domnevno lažne obtožbe Silvanovih sovražnikov, da se je razglasil za cesarja v Galiji. Silvana so umorili, Ursicin pa je obnovil Konstancijevo blast v Galiji in nato pomagal umestiti Julijana na položaj cesarja Galije, Hispanije in Britanije. Amijan se je v Ursicinovem šatbu Galiji verjetno prvič srečal z Julijanom.
Leta 359 je Konstancij poslal Ursicina nazaj na vzhod, da bi pomagal braniti cesarstvo pred invazijo Perzijcev pod poveljstvom samega Šapurja II. Z njim je na vzhod vrnil tudi Amijan in služil kot štabni častnik. Ursicin se je kljub temu, da je bil bolj izkušen poveljnik, podredil Sabinijanu, magistru peditum vzhoda. Poveljnika se nista razumela, kar je povzročilo pomanjkanje sodelovanja med limitanei (mejni polki) Mezopotamije in Osroene pod Ursicinovim poveljstvom in Sabinijanovimi komitati (pehota). Amijan je na misiji pri Nisibisu opazil perzijsko patruljo, ki je poskušala ujeti Ursicina, in pravočasno opozoril svojega poveljnika. Ursicin je v poskusu, da bi ugotovil položaj perzijske vojske, poslal Amijana k svojemu prijatelju, skoraj neodvisnemu guvernerju Korduene. Amijan je odkril glavnino perzijske vojske in o svojih ugotovitvah poročal Urcicinu.
Po misiji v Kordueni je Amijan spremljal svojega poveljnika na Evfrat, kjer naj bi se prepričal, da so porušeni vsi mostovi čez reko. Rimljane je  na nočnem pohodu napadla perzijska predhodnica in jih po dolgotrajni konjeniški bitki razgnala. Ursicin je pobegnil v Meliteno, Amijan pa se je z ranjenim tovarišem komaj uspel vrniti v Amido. Perzijci so začeli oblegati Amido, ko se je mesto vdalo pa je Amijanu uspelo pobegniti.
Ko je Konstancij odstavil Ursicina s poveljniškega položaja, je Amijan odšel iz vojske in se upokojil. Njegova udeležba na Julijanovih pohodih proti Perzijcem kaže, da se je kmalu ponovno aktiviral, vzrok za to odločitev pa ni znan. Julijana, katerega  je neizmerno občudoval, je spremljal na pohodih proti Alemanom in Sasanidom. Po Julijanovi smrti leta 363 je spremljal novega cesarja Jovijana na umiku v Antiohijo.  
Iz Antiohije se je neznano kdaj preselil v Rim in napisal Res Gestae. Datum njegove smrti ni znan. Zgodovinarji soglašajo, da je umrl najkasneje med letoma 392 in 400.
Sodobni zgodovinarji Amijana na splošno opisujejo kot pogana, strpnega do krščanstva. Krščanstvo opisuje kot čisto in preprosto vero, ki zahteva le tisto, kar je pravično in blago. Kadar obsoja dejanja kristjanov, tega ne počne na podlagi njihove vere kot take. Njegovo življenje so zaznamovali dolgotrajni izbruhi sektaških in dogmatskih prepirov znotraj krščanske vere, ki jo je podpirala država. Prepiri so se pogosto končali z nasiljem, zlasti nad arijani. Amijanu so se konflikti včasih zdeli nevredni, v kritikah pa zaradi naraščajočih in nestanovitnih političnih povezav med cerkvijo in cesarsko oblastjo ni smel iti predaleč.
Amijan ni bil slep niti za napake kristjanov niti poganov. V svojih Res Gestae je ugotovil, da "za ljudi nobena zver ni tako smrtonosna, kot so za večino kristjanov drugi kristjani". Svojega heroja Julijana je obsojal zaradi pretirane navezanosti na poganstvo in objave odloka, ki je krščanske učitelje odstranil z učiteljskih položajev.

## Delo
Med bivanjem v Rimu je Amijan napisal zgodovino Rimskega cesarstva od nastopa cesarja Nerve (96) do Valensove smrti v bitki pri Adrianoplu leta 378. Delo je nadaljevanje Tacitove Zgodovine. Pisanje je domnevno končal pred letom 391. saj v paragrafu 22.16.12  hvali Serapeum v Egiptu kot slavo cesarstva. Cesar je tistega leta tempelj podelil krščanskemu škofu in s tem izzval pogane, da so se v templju barikadirali, plenili njegovo vsebino in mučili kristjane ter na koncu tempelj porušili.
Res Gestae (Rerum gestarum Libri XXXI) so bile napisane v enaintridesetih knjigah. Prvih trinajst knjig je bilo izgubljenih.  Preživelih osemnajst knjig pokriva obdobje od leta 353 do 378 in so temelj sodobnega razumevanja zgodovine Rimskega cesarstva 4. stoletja. Avtor se lahko pohvali z jasnim, celovitim in na splošno nepristranskim opisom dogodkov sodobnika. Avtor, tako kot mnogo drugih staroveških zgodovinarjev, ni povsem nepristranski, čeprav je to želel biti, ker je imel močne moralne in verske predsodke. Čeprav so ga njegovi zgodnji biografi kritizirali zaradi pomanjkanja literarnih veščin, je bil v resnici precej vešč retorik, kar je znatno postavilo pod vprašaj verodostojnost nekaterih delov Res Gestae.
Njegovo delo je s prepisovanjem utrpelo ogromno škodo. Razen tega, da se je prvih trinajst knjig izgubilo, je v ohranjenih osemnajstih knjigah nastalo veliko zlorab in vrzeli.  Edini ohranjeni rokopis, iz katerega izhajajo skoraj vsi drugi, je karolinško besedilo iz devetega stoletja (Vatikan 1873 (V)), prepisano v Fuldi iz osamljenega  izvirnika.

## Dojemanje
Edward Gibbon je presodil Amijana za "natančnega in zaupanja vrednega vodnika, ki je sestavljal zgodovino svojega časa, ne da bi se prepustil predsodkom in strastem, ki običajno vplivajo na um sodobnika". Amijanu je po drugi strani očital pomanjkanje literarnega pridiha: "Amijanovo grobo pero je brez razlik z dolgočasno in gnusno natančnostjo orisalo njegove krvava  podobe".
Avstrijski zgodovinar Ernst Stein hvali Amijana kot "največjega literarnega genija, ki ga je ustvaril svet med Tacitom in Dantejem".
Kimberly Kagan meni, da njegovi opisi bitk poudarjajo njegove izkušnje vojaka, vendar na račun prikaza širše slike. Bralec zato težko razume, zakaj je bitke sploh opisal in kakšen je bil njihov izid.
Amijanovo delo vsebuje popoln opis cunamija v Aleksandriji, ki je 21. julija 365 uničil metropolo in obale vzhodnega Sredozemlja. Avtor natančno opisuje njegov potek: potres, umik morja in nenaden ogromen val.